# Effelder
Effelder is een gemeente in de Duitse deelstaat Thüringen, en maakt deel uit van de Landkreis Eichsfeld.
Effelder telt 1.189 inwoners.